# Максенцій
Марк Авре́лій Вале́рій Максе́нцій (лат. Marcus Aurelius Valerius Maxentius; бл. 276 — 28 жовтня 312) — римський імператор, що правив у 306—312 роках. Був сином імператора Максиміана та зятем імператора Галерія. Протягом усього правління Максенцій брав участь у громадянських війнах Тетрархії, борючись за владу з Ліцинієм і Костянтином. Загинув у боротьбі з останнім, внаслідок поразки в битві біля Мульвійського мосту.

## Раннє життя

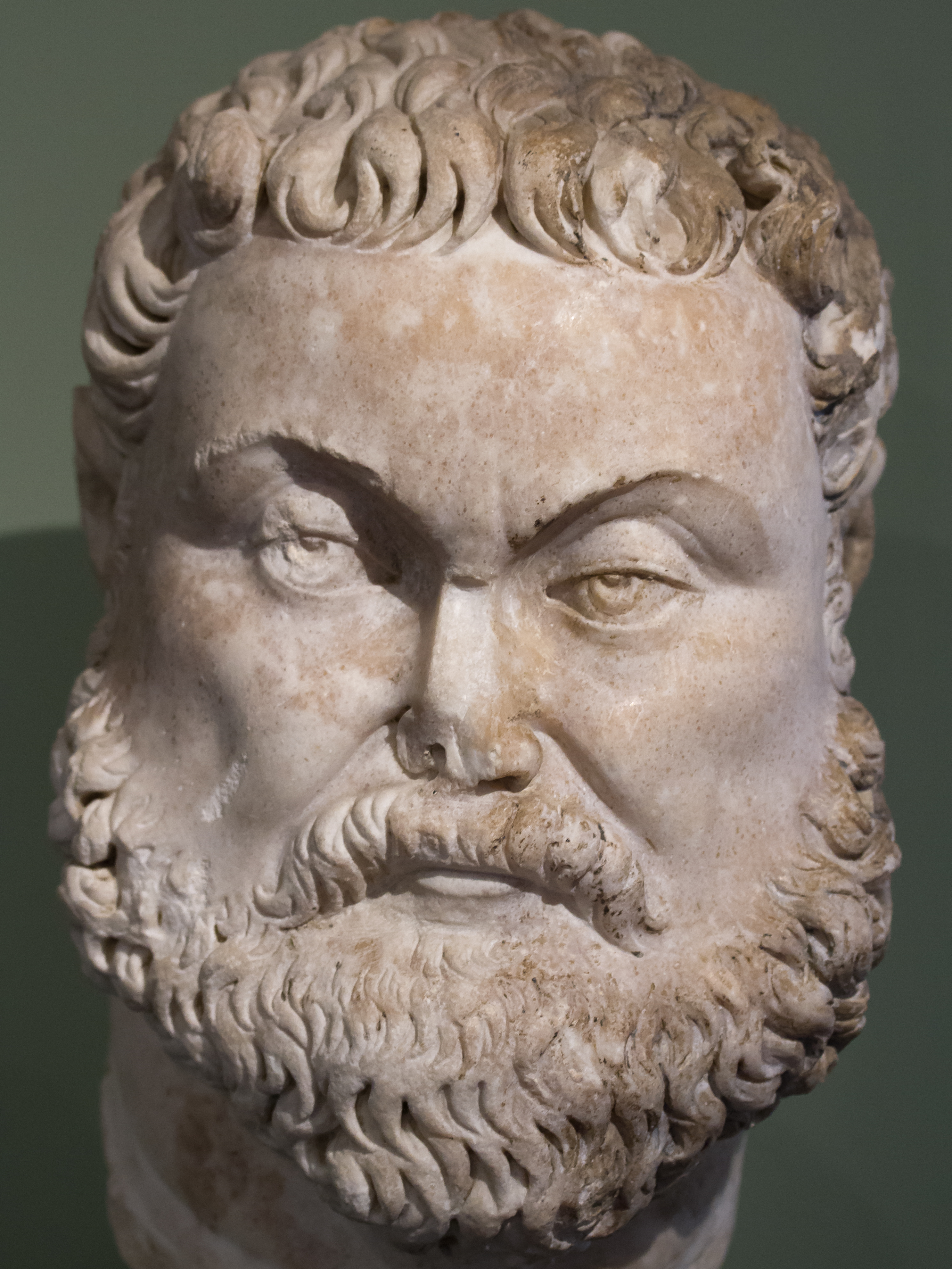
Імператор Максиміан, батько Максенція

Максенцій народився в сім'ї римського військовика Максиміана та його жінки Євтропії. Дата народження Максенція достеменно невідома; наймовірніше, це сталося в проміжок між 276 та 283 роками.
У 283 році одноосібним правителем Римської імперії став Діоклетіан. З його приходом до влади закінчилася масштабна Криза III століття — період політичної та економічної нестабільності тривалістю понад 50 років. Усвідомлюючи небезпечність концентрації усієї імперської влади в одних руках, 285 року Діоклетіан призначив батька Максенція, Максиміана, своїм співправителем та надав тому титул августа. Максиміан був обраний на цю посаду через свої відмінні військові здібності. Йому був доручений контроль над всією західною частиною Римської імперії; Діоклетіан, зі свого боку, підтримував порядок на Сході.

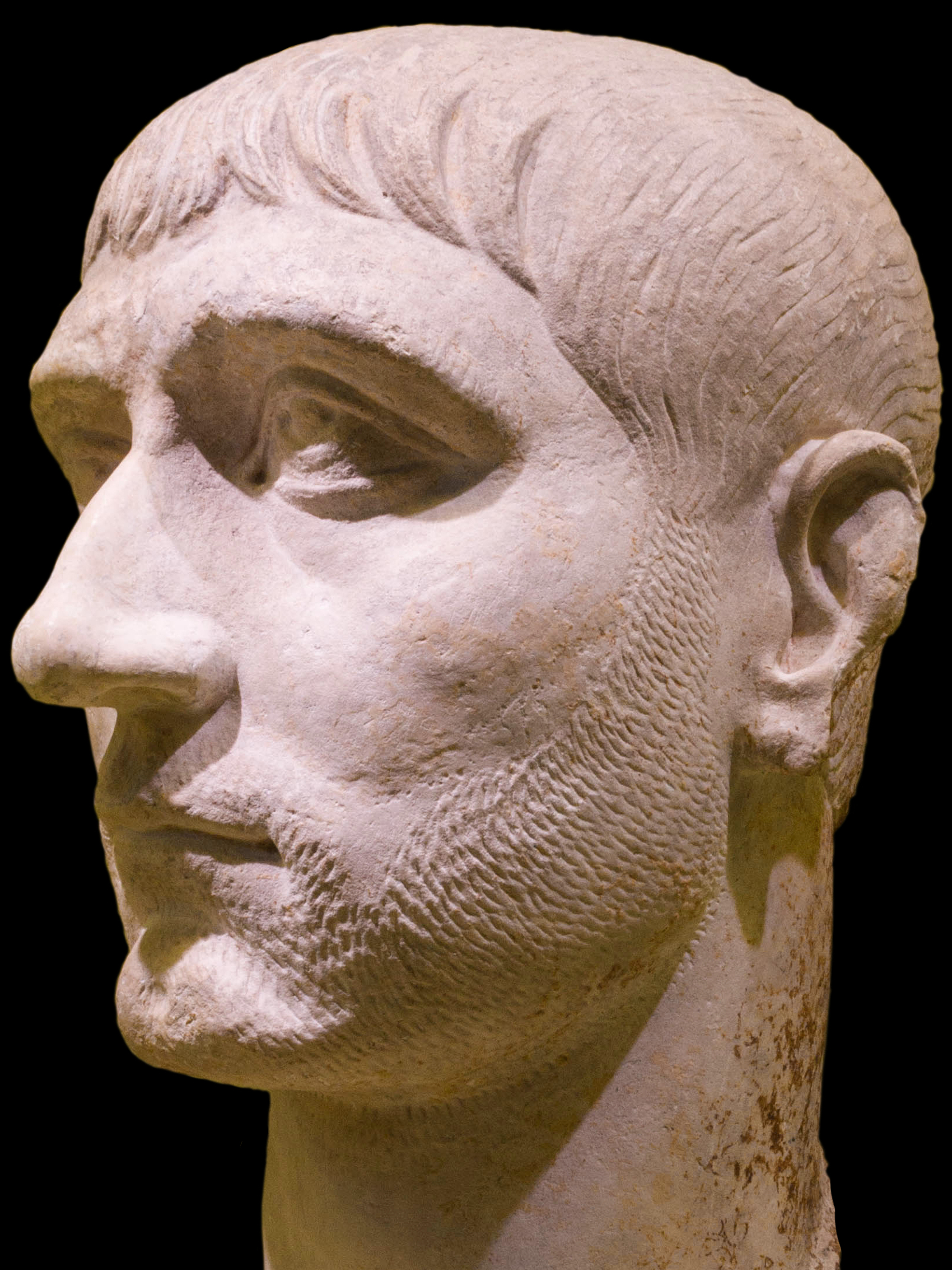
Імператор Максенцій, Державні художні зібрання Дрездена

У 293 році задля зміцнення контролю над державою на додачу до двох імператорів було обрано двох молодших правителів, котрим були надані титули цезарів. Ними стали Галерій — на сході та Констанцій Хлор — на заході. Уся ця система, що спиралася на керування державою чотирьох осіб, дістала назву Тетрархія. Передбачалося, що обидва цезарі стануть імператорами в майбутньому, а на їхні звільнені місця мають бути обрані вже дорослі Максенцій, син Максиміана, та Константин, син Констанція Хлора. Для укріплення міждинастиційних зв'язків Галерій видав заміж за Максенція свою дочку, Валерію Максиміллу.
У 305 році Діоклетіан та Максиміан добровільно пішли у відставку. Як і передбачалося, новими імператорами стали Галерій на сході та Констанцій Хлор на заході. Втім, вкрай несподівано Максенцій та Константин не стали новими цезарям. На ці посади за ініціативою Галерія було обрано двох інших осіб: Севера II та Максиміна Дазу. У 306 році імператор Галерій після смерті свого колеги Констанція Хлора призначив новим імператором цезаря Севера II. Натомість військо померлого Констанція проголосило своїм імператором його сина, Константина. Галерій, хоча і був розлючений цим фактом, все-таки визнав легітимність Константина, але за умови надання йому лише титула цезаря (молодшого правителя); Константин погодився.

## Правління

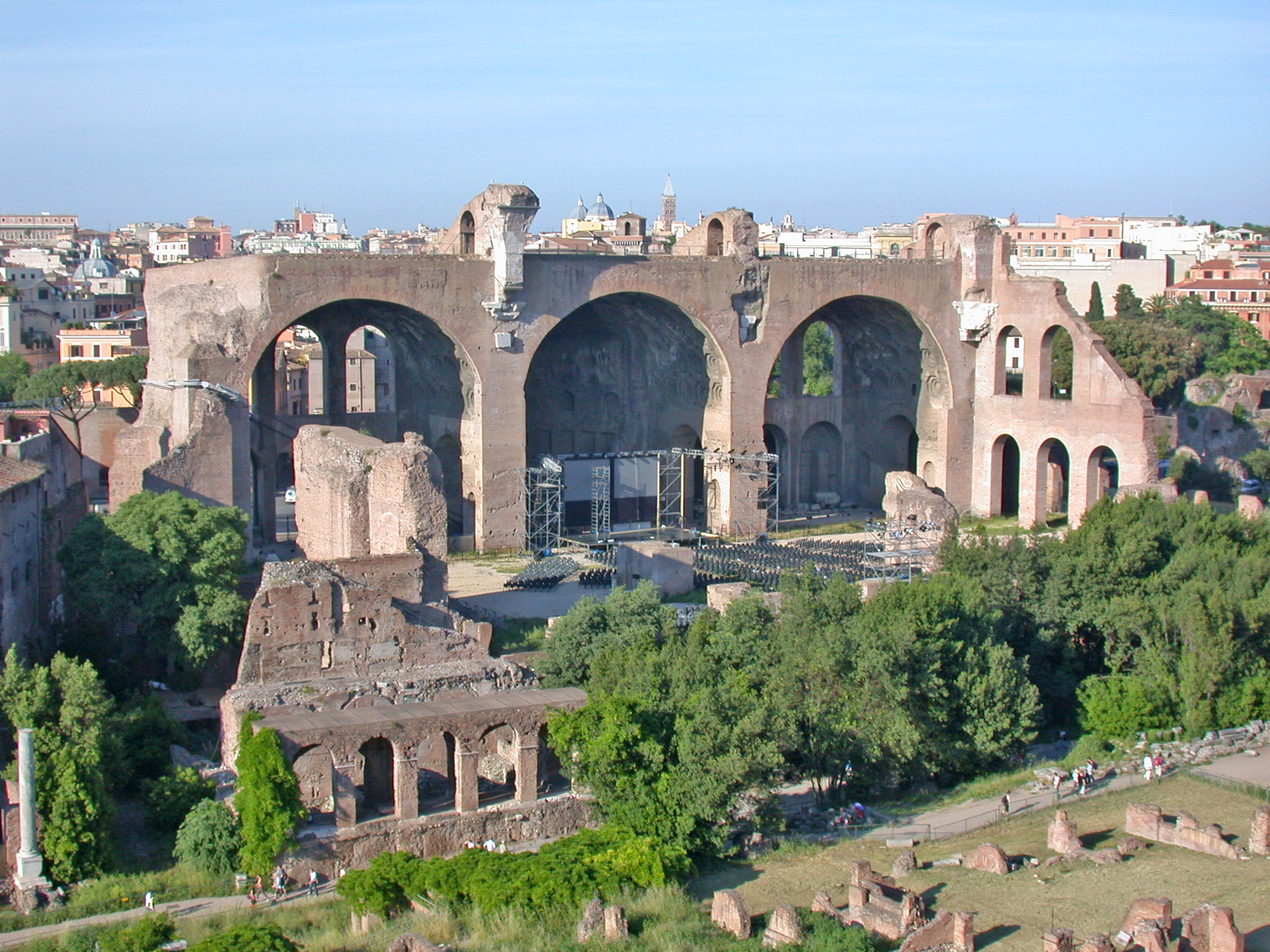
Базиліка Максенція у Римському форумі, одна з найвизначніших споруд античності

Під приводом невдоволення населенням Риму фіскальними заходами імператора Галерія преторіанці звернулися до Максенція з проханням стати імператором. Вони сподівалися на визнання Галерієм його правління за аналогією з визнанням правління Константина. Максенцій погодився з цією пропозицією, офіційно вступивши на посаду 30 жовтня 306 року. Правління Максенція одразу було визнане Центральною та Південною Італією, Корсикою й Сардинією, а також провінцією Африка.
Чинний імператор Галерій навідріз відмовився визнавати владу свого зятя Максенція, очевидно побоюючись, що такий приклад надихне і інших претендентів на престол самостійно проголошувати себе імператорами. Задля протидії Максенцю зі своєї бази в Медіолані на Рим рушив інший імператор, Север II. У відповідь на це Максенцій викликав з відставки свого батька, Максиміна, який охоче прийняв запрошення знову стати імператором. Як результат, велика кількість солдатів Севера перейшла на сторону свого колишнього командувача, Максиміана, а сам Север разом із залишками власного війська був змушений зачинитися в місті Равенна. Север погодився скласти зброю перед Максенцієм за домовленості збереження його життя. Втім, незабаром Севера було взято в полон, а згодом і страчено за наказом Максенція неподалік від Риму.
Після військової невдачі Севера II на Рим вирушив сам Галерій на чолі ще більшого війська. Втім, і йому не вдалося взяти столицю, оскільки батько та син продовжили ту саму політику, що принесла їм попередній успіх. Галерій був змушений тікати з території півострова, розкрадаючи на своєму шляху італійські міста. Після закріплення своєї влади Максенцій зайнявся налагоджуванням контактів з Константином, але той вирішив залишатися осторонь задля уникнення конфілкту з Галерієм.
Згодом взаємини між Максенцієм та його батьком стали погіршуватися. У 308 році Максиміан, зібравшись перед своїми солдатами, офіційно позбавив свого сина влади, але несподівано для нього його військо стало на бік Максенція. Через це Максиміан був змушений покинути Італію та вирушити до Костянтина, єдиної людини, готової його прийняти. Задля зміцнення свого положення Максиміан уклав формальний союз із Костянтином, видавши за нього заміж свою дочку (та сестру Максенція), Фаусту.

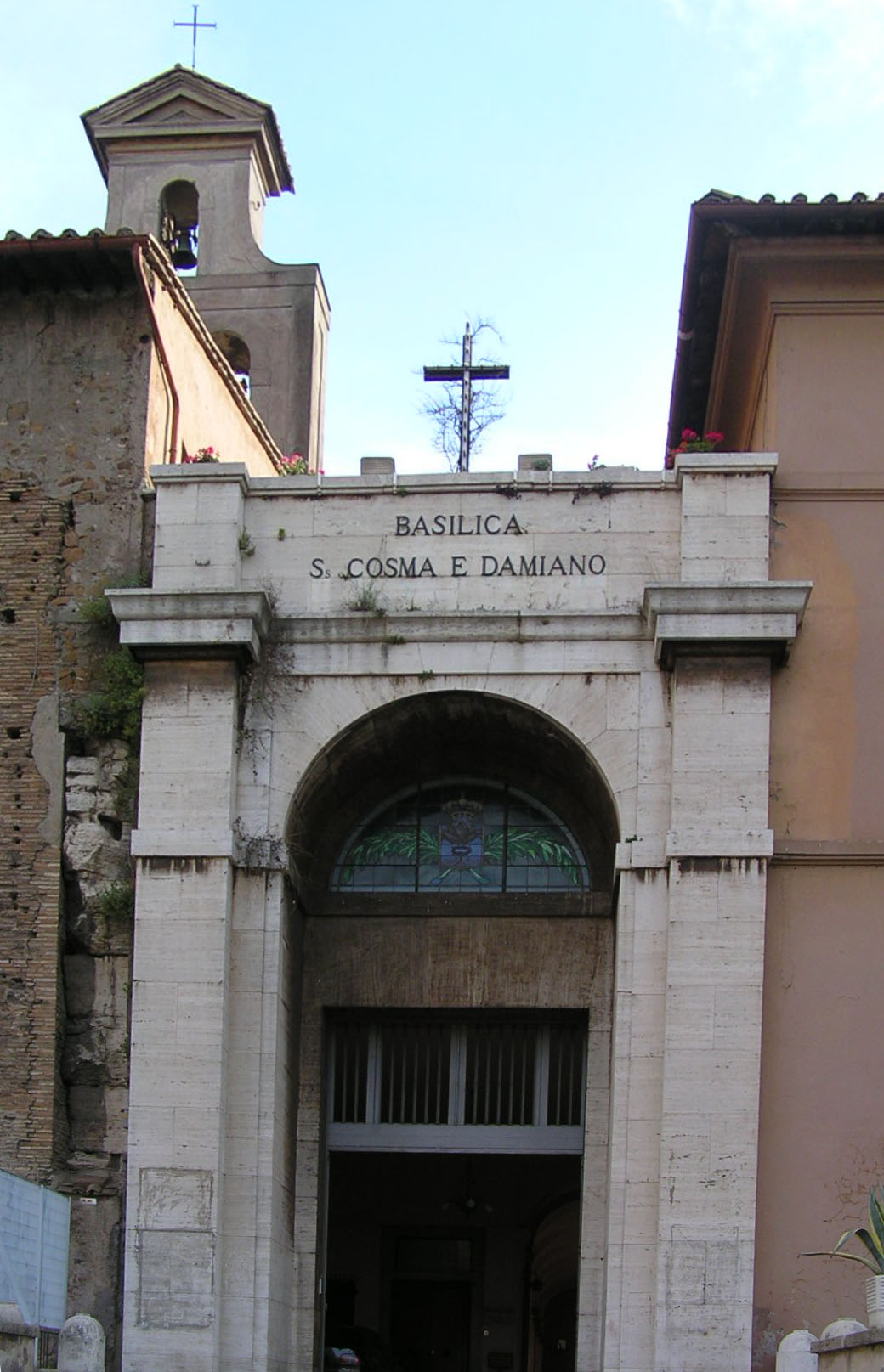
Будівля Храма Божественного Ромула в Римі

У тому ж 308 році в північноафриканському місті Карфаген імператором себе проголосив Доміцій Александр. Контроль над провінцією Африка був дуже важливим для Максенція, оскільки вона була провідним джерелом продовольства для Риму. 309 року в молодому віці помер старший син Максенція — Валерій Ромул. Він був похований у сімейній Віллі Максенція неподалік від столиці; поруч з цим місцем імператор також спорудив цирк, що зараз називається Цирком Максенція. До того ж, на честь померлого сина Максенція у Римському форумі був споруджений Храм Божественного Ромула, що зберігся і донині.
Дочекавшись відлучення Костянтина, Максиміан розпустив чутки про його смерть і втретє проголосив себе імператором. Тільки-но Костянтин дізнався про зраду Максиміана, він швидко повернувся зі своєї військової кампанії. Після того, як Костянтин штурмував Массілію, де забарикадувався Максиміан, він взяв свого тестя у полон та змусив того скоїти самогубство.
У контексті боротьби за владу взаємини між Костянтином і Максенцієм згодом теж стали погіршуватися. Хоча обидва імператори і були швагерами, Максенцій привселюдно поклявся помститися Костянтину за смерть батька. Костянтин натомість змусив Євтропію, матір Максенція, зізнатися, що Максенцій ніби-то не був рідним сином Максиміана. Цей факт дозволив Костянтину виступати як законному імператору проти узурпатора Максенція.

## Боротьба з Константином і смерть

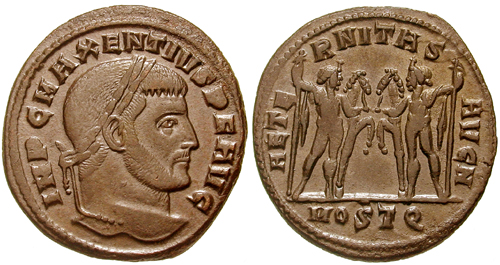
Фоліс Максенція

У 310 чи 311 році Максенцію зрештою вдалося приборкати повстання Доміція Александра. Він відправив до Африки військо на чолі з Руфієм Волузіаном, яке зуміло перемогти та вбити узурпатора. Цей військовий успіх дозволив Максенцію безперешкодно заповнити римські зерносховища на випадок тривалої облоги міста. Також Максенцій збільшив свою підтримку серед християнського населення, дозволивши християнській громаді міста обрати нового Папу Римського; їм став Євсевій. Проте загальне положення Максенція в Римі не було міцним. Відсутність контролю над іншими провінціями змусила імператора збільшити оподаткування італійського населення, що очікувано спричинило масові невдоволення.
У 311 році помер імператор Галерій — тесть і супротивник Максенція. Разом з цією подією система Тетрархії зазнала остаточного краху. Отже, під приводом помсти за смерть батька Максенцій наказав знищити статуї імператора Костянтина в Римі і почав готувати проти нього похід. Костянтин, дізнавшись про це, уклав союз із Ліцинієм, видавши за нього свою сестру Констанцію. Максенцій, зі свого боку, уклав союз з Максиміном Дазою, що правив на Сході імперії.

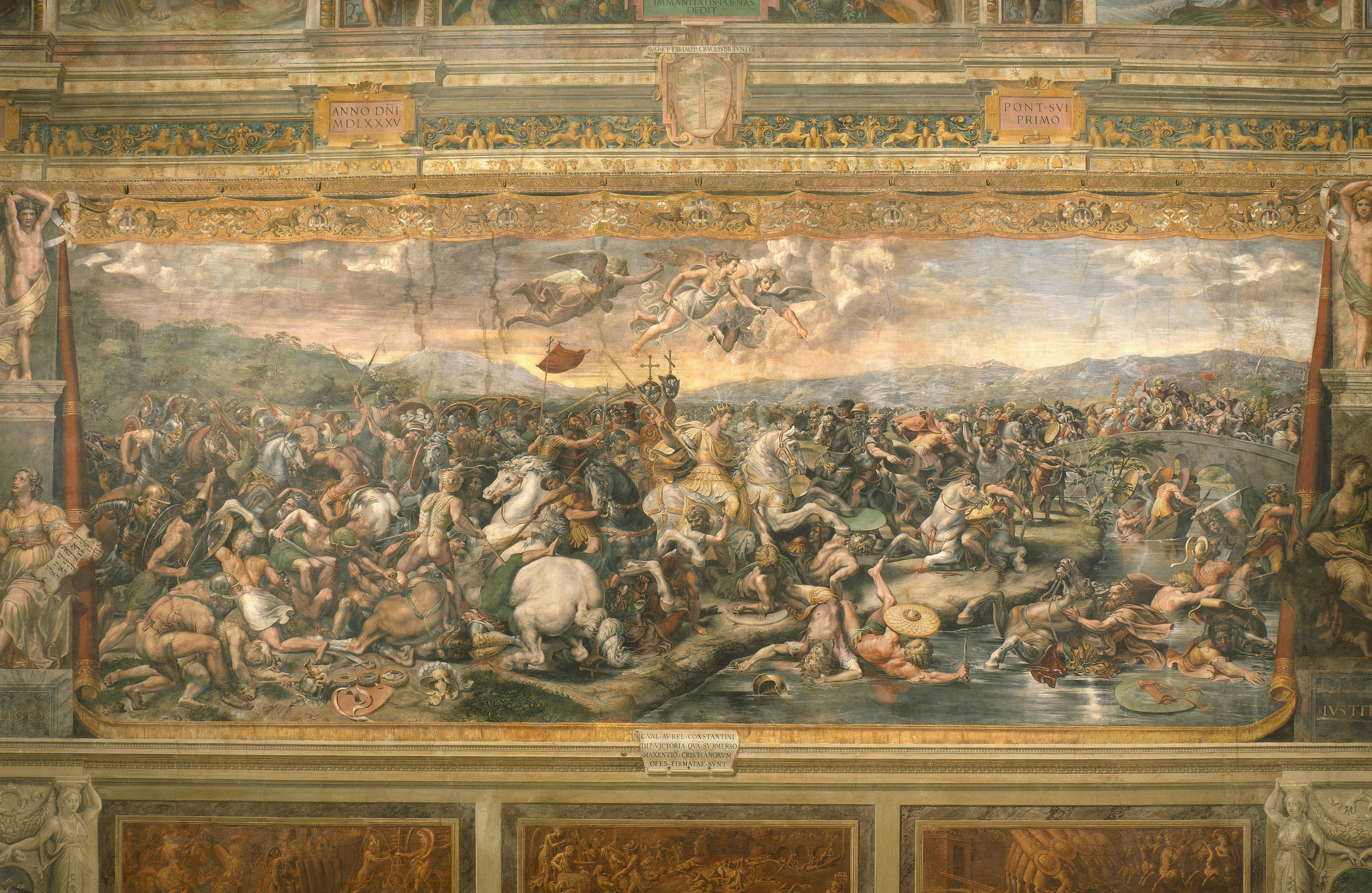
Фреска «Битва Костянтина проти Максенція» авторства Джуліо Романо. Станці Рафаеля, Ватикан

Костянтин вирішив випередити Максенція, і тому рушив на Рим зі своїх володінь на Заході імперії. Він швидко перейшов Альпи через перевал Мон-Сені; Максенцій залишився в Римі, обравши тактику очікування, що виявилася успішною для нього в боротьбі проти Севера II та Галерія. У 312 році за відсутністю Максенція Костянтин розбив більше за кількістю військо супротивника на півночі Італії, здобувши перемогу в битві при Турині. Наступний бій армій двох імператорів — битва при Вероні — теж завершився блискавичною перемогою Константина, а командувач Максенція, Рурицій Помпеян. Останньою зустріччю армії двох імператорів стала знаменита битва біля Мульвієвого мосту біля Риму. Менше за чисельністю військо Костянтина тактично переграло армію супротивника, а Максенцій потонув у Тибрі під час втечі. Назабаром його тіло було виловлено з річки та обезголовлено.
У Римі Максенцієм було почате будівництво Базиліки Максенція, найбільшої з будівель Римського форуму.